# Sympterygia lima
Sympterygia lima, hay cá đuối quạt đuôi giũa (dịch từ tên gọi tiếng Anh: filetail fanskate) là một loài cá trong họ Arhynchobatidae. Nó là loài đặc hữu ở bờ biển Thái Bình Dương của Chile. Môi trường sống tự nhiên của nó là biển mở.